# Jerry Pournelle
Jerry Eugene Pournelle (Shreveport, 7 agosto 1933 – Studio City, 8 settembre 2017) è stato un autore di fantascienza, saggista e giornalista statunitense.

## Biografia
Laureatosi in statistica e ingegneria dei sistemi, ha lavorato per 15 anni nell'ambito del programma spaziale statunitense, sia come impiegato governativo, sia presso aziende private, e prima di dedicarsi alla fantascienza ha scritto nel campo del giornalismo scientifico e della narrativa commerciale, usando vari pseudonimi. Si è dedicato inoltre alla politica (è stato assistente del sindaco di Los Angeles dal 1969 al 1970). La sua fama riposa sul ciclo legato alla carriera di Falkenberg il mercenario (che è anche il titolo di un romanzo della serie), e su quello del CoDominium, di cui la serie Falkenberg costituisce la premessa. Si tratta di romanzi d'avventura militare in cui, per impedire la dissoluzione dell'influenza umana su una serie di pianeti già colonizzati, alcuni avventurieri cospirano con l'esercito per contrastare la debolezza e l'inefficienza della burocrazia.
Sono molto note anche le sue collaborazioni con Larry Niven.
Sin dall'inizio la produzione di Pournelle ha toccato forti tematiche militari. Diversi libri sono incentrati sull'organizzazione militare di carattere strettamente privato costituita dal colonnello Falkenberg, nota come Legione di Falkenberg. Ci sono forti parallelismi tra questi racconti e il Ciclo dei Dorsai di Gordon R. Dickson, e con Fanteria dello spazio (Starship Troopers) di Robert A. Heinlein; tuttavia, nelle opere di Pournelle, lo sviluppo tecnologico risulta di gran lunga minore.
Ha vinto il Premio John Wood Campbell per il miglior nuovo scrittore nel 1973.
Ha ricoperto la carica di presidente della Science Fiction and Fantasy Writers of America.
Ha contribuito per anni come saggista e giornalista alla rivista di computer Byte, e dal 1998 ha gestito il suo personale sito web/blog.

## Opere

### Serie

#### CoDominium
- I mondi e l'impero o Un'astronave per il re (A Spaceship for the King, 1972 a puntate su Analog; 1973 in volume; romanzo, serie Moties; poi espanso come King David's Spaceship)
- He Fell into a Dark Hole, 1973 (racconto)
- La strada delle stelle (The Mote in God's Eye, 1975; con Larry Niven; romanzo, serie Moties)
- Il pianeta dell'onore (West of Honor, 1976; romanzo, serie di Falkenberg; incorporato in Falkenberg's Legion)
- Falkenberg il mercenario (The Mercenary, 1977; romanzo, serie di Falkenberg; incorporato in Falkenberg's Legion)
- King David's Spaceship, 1980 (romanzo, serie Moties; espansione de I mondi e l'impero)
- Reflex, 1982 (con Larry Niven) (racconto, serie Moties, prequel de La strada delle stelle)
- The Burning Eye, 1988 (con autori vari, antologia, serie War World)
- Prince of Mercenaries, 1989 (romanzo, serie di Falkenberg)
- Falkenberg's Legion, 1990 (antologia, serie di Falkenberg)
- Death's Head Rebellion, 1990 (con autori vari, antologia, serie War World)
- Go Tell the Spartans, 1991 (con S. M. Stirling; romanzo, serie di Falkenberg)
- Sauron Dominion, 1991 (con autori vari, antologia, serie War World)
- Revolt on WarWorld, 1992 (con autori vari, antologia, serie War World)
- Prince of Sparta, 1993 (con S. M. Stirling; romanzo, serie di Falkenberg)
- Blood Feuds, 1993 (con autori vari, antologia, serie War World)
- Nell'occhio del gigante (The Gripping Hand, 1993, con Larry Niven; romanzo, serie Moties; anche The Moat around Murcheson's Eye)
- Blood Vengeance, 1994 (con autori vari, antologia, serie War World)
- Invasion, 1994 (con autori vari, antologia, serie War World)
- The Prince, 2002 (con S. M. Stirling, antologia, serie di Falkenberg; raccoglie Prince of Mercenaries, Falkenberg's Legion, Go Tell the Spartans e Prince of Sparta)
- The Battle of Sauron, 2007 (con autori vari, antologia, serie War World)
- Discovery, 2010 (con autori vari, antologia, serie War World)
- Outies, 2011 (romanzo, serie Moties)
- Takeover, 2011 (con autori vari, antologia, serie War World)
- Jihad!, 2012 (con autori vari, antologia, serie War World)
- The Lidless Eye, 2013 (con autori vari, antologia, serie War World)
- Cyborg Revolt, 2013 (con autori vari, antologia, serie War World)

#### Soldati di ventura (Janissaries)
- Soldati di ventura (Janissaries, 1979)
- Pianeta di ventura (Janissaries: Clan and Crown, 1982; con Roland Green)
- Compagni di ventura (Janissaries III: Storms of Victory, 1987; con Roland Green)
- Janissaries IV: Mamelukes (in corso di stesura)
- Tran, 1996 (con Roland Green), edizione Omnibus di Janissaries II e III.

#### Heorot
(con Steven Barnes e Larry Niven)
- L'incognita dei Grendel (The Legacy of Heorot, 1987)
- I figli di Beowulf (Beowulf's Children, 1995)

### Altri romanzi
- Red Heroin, 1969 (come Wade Curtis)
- Red Dragon, 1970 (come Wade Curtis)
- Escape from the Planet of the Apes, 1973 (trasposizione letteraria del film omonimo)
- High Justice, 1974
- Contrattacco su Marte (Birth of Fire, 1976)
- Exiles to Glory, 1977
- Men of War, 1993
- Starswarm, 1998

### Collaborazioni con Larry Niven
Le seguenti opere sino state realizzate con lo scrittore Larry Niven:
- La strada delle stelle (The Mote in God's Eye, 1975)
- Questo è l'inferno (Inferno, 1976)
- Giuramento di fedeltà (Oath of Fealty, 1981)
- Lucifer's Hammer, 1977
- Il giorno dell'invasione (Footfall, 1985)
- Fallen Angels, 1991, ISBN 0-7434-3582-6 (con Larry Niven e Michael Flynn; premio Prometheus)
- Nell'occhio del gigante (The Gripping Hand, 1993, anche The Moat Around Murcheson's Eye nell'edizione britannica)
- The Burning City, 2000
- Burning Tower, 2005 (seguito di The Burning City)
- Escape from Hell, 2009
- Lucifer's Anvil o Samael's Forge (in corso di stesura al 2015) (non un seguito di Lucifer's Hammer)[1][2][3]

### Collaborazioni con altri autori
- The Children's Hour, 1989 (con S. M. Stirling)
- Go Tell The Spartans, 1991 (con S. M. Stirling; poi integrato in The Prince)
- Prince of Sparta, 1993 (con S. M. Stirling)
- Istruzione superiore (Higher Education, 1994; con Charles Sheffield)
- The Houses of the Kzinti, 2002 (con S. M. Stirling e Dean Ing)

### Saggistica
- Stability and National Security (Air Force Directorate of Doctrines, Concepts and Objectives), 1968; disponibile in  (.PDF file)
- The Strategy of Technology, con Stephan T. Possony, PhD e Francis X. Kane, PhD, 1970; disponibile in
- A Step Farther Out: The Velikovsky Affair, in Galaxy Science Fiction, febbraio 1975, pp. 74–84.
- A Step Farther Out, 1981
- The users guide to small computers, 1984
- Mutually Assured Survival, 1984
- Adventures in Microland, 1985
- Guide to Disc Operating System and Easy Computing, 1989
- Pournelle's PC Communications Bible: The Ultimate Guide to Productivity With a Modem, 1992 (con Michael Banks)
- Jerry Pournelle's Guide to DOS and Easy Computing: DOS over Easy, 1992
- Jerry Pournelle's Windows With an Attitude, 1995
- PC Hardware: The Definitive Guide, 2003 (con Bob Thompson)
- 1001 Computer Words You Need to Know, 2004

### Antologie (curatore)
- Black Holes, 1981
- The Survival of Freedom, 1981, con John F. Carr
- Imperial Stars, vol 1, The Stars at War, 1986
- Imperial Stars, vol 2, Republic and Empire, 1987
- Imperial Stars, vol 3, The Crash of Empire, 1989
- There Will be War (serie antologica curata con John F. Carr), Voll. I–IX

## Altri media
- Target... Earth?, 1980; documentario scientifico, apparizione.
- Triangulation, 2013. Pournelle è stato intervistato da Leo Laporte per due episodi (n. 90 e 95).[1]
- This Week in Tech, podcast; numerose apparizioni, inclusi episodio 427 del 13 ottobre 2013; episodio 463 del 22 giugno 2014; e con Larry Niven nell'episodio 468 il 27 luglio 2014.